# Aechmea matudae
Aechmea matudae är en gräsväxtart som beskrevs av Lyman Bradford Smith. Aechmea matudae ingår i släktet Aechmea och familjen Bromeliaceae. Inga underarter finns listade i Catalogue of Life.